# Filip Lončarić
Filip Lončarić (* 17. September 1986 in Zagreb) ist ein kroatischer Fußball-Torwart, der aktuell für den norwegischen Erstligisten Tromsø IL spielt.
Lončarić war seit 2005 Mitglied der ersten Mannschaft von Dinamo Zagreb und hatte sein Debüt in der kroatischen Liga am 1. Oktober 2006 bei einem Spiel gegen Hajduk Split. In der Saison 2006–2007 war er der Stammkeeper des Clubs. Im Sommer 2007 verlor er seinen Platz an Georg Koch, den er in zwei Ligaspielen ersetzte. Im Pokalspiel gegen den Drittligisten NK Virovitica am 25. September 2007 wurde er in der 17. Minute schwer verletzt und fiel lange Zeit aus.
Lončarić war kroatischer U-17- und U-19-Nationalspieler und gehörte auch zum Kader der kroatischen U-21-Nationalmannschaft.